# Brat naszego Boga (film)
Brat naszego Boga (oryg. Our God's Brother) – film biograficzny w reżyserii Krzysztofa Zanussiego, zrealizowany na podstawie dramatu Karola Wojtyły Brat naszego Boga. Film opowiada o życiu Adama Chmielowskiego. Zdjęcia powstały w Krakowie.

## Obsada
- Scott Wilson − Adam Chmielowski
- Christoph Waltz − Maks (Maksymilian Gierymski)
- Wojciech Pszoniak − Nieznajomy
- Riccardo Cucciolla − Cameldolite Monk
- Grażyna Szapołowska − Pani Helena (Helena Modrzejewska)
- Jerry Flynn(inne języki) − Lucjan
- Andrei Roudenski − Stanisław (Stanisław Witkiewicz)
- Maciej Orłoś − Jerzy
- Jerzy Nowak − Antoni
- Krzysztof Kumor − Wuj Józef
- Tadeusz Bradecki − Teolog
- Andrzej Deskur − Chmielowski Adam (brat Albert) w młodości
- Piotr Adamczyk − Hubert
- Krzysztof Janczar − Wiktor
- Andrzej Żarnecki − Mąż Pani Heleny
- Eugenia Herman − Starsza Pani
- Paweł Burczyk − Sebastian
- Lew Rywin − burmistrz
- Jarosława Michalewska − Marynia
- Sławomira Łozińska − żebraczka
- Jan Jurewicz − Stefan
- Eugeniusz Priwieziencew − żebrak
- Rafał Walentowicz − żebrak
- Mirosław Zbrojewicz − żebrak
- Andrzej Róg − żebrak
- Marek Probosz − zakonnik
- Jerzy Moes − zakonnik
- Anatolij Skachkof − rosyjski żołnierz
- Jerzy Zygmunt Nowak − rosyjski lekarz wojskowy
- Agnieszka Schimscheiner
- Andrzej Szenajch − mężczyzna na koncercie
- Jacek Laszczkowski − śpiewak na koncercie
- Marek Brodzki − robotnik

## Nagrody
- 1999 – MFF Teheran: nagroda za scenariusz – Krzysztof Zanussi i Mario Di Nardo